# Campeonato Europeo de Tiro con Arco al Aire Libre de 2018
El XXV Campeonato Europeo de Tiro con Arco al Aire Libre se celebró en Legnica (Polonia) entre el 27 de agosto y el 1 de septiembre de 2018 bajo la organización de la Unión Europea de Tiro con Arco (WAE) y la Federación Polaca de Tiro con Arco.
Las competiciones se realizaron en la plaza del Mercado de la ciudad polaca.

## Resultados

### Masculino
| Evento                            | Oro                                                          | Plata                                                                | Bronce                                              |
| --------------------------------- | ------------------------------------------------------------ | -------------------------------------------------------------------- | --------------------------------------------------- |
| Arco recurvo individual (01.09)   | Steve Wijler · Países Bajos                                  | Dan Olaru Moldavia                                                   | Jean-Charles Valladont Francia                      |
| Arco recurvo por equipo (01.09)   | Arsalan Baldanov · Galsan Bazarzhapov · Vitali Popov · Rusia | Marco Galiazzo · Mauro Nespoli · David Pasqualucci · Italia          | Jeff Henckels Joe Klein Pit Klein Luxemburgo        |
| Arco compuesto individual (01.09) | Anton Bulayev · Rusia                                        | Sergio Pagni · Italia                                                | Federico Pagnoni · Italia                           |
| Arco compuesto por equipo (01.09) | Neil Bridgewater James Mason Adam Ravenscroft Reino Unido    | Jean-Philippe Boulch Pierre-Julien Deloche Sebastien Peineau Francia | Domagoj Buden · Ivan Markeš · Mario Vavro · Croacia |

### Femenino
| Evento                            | Oro                                                   | Plata                                                             | Bronce                                                           |
| --------------------------------- | ----------------------------------------------------- | ----------------------------------------------------------------- | ---------------------------------------------------------------- |
| Arco recurvo individual (01.09)   | Yasemin Anagöz Turquía                                | Maja Jager Dinamarca                                              | Gülnaz Coşkun Turquía                                            |
| Arco recurvo por equipo (01.09)   | Aybuke Aktuna Yasemin Anagöz Gülnaz Coşkun Turquía    | Tatiana Andreoli · Lucilla Boari · Vanessa Landi · Italia         | Michelle Kroppen · Elena Richter · Lisa Unruh · Alemania         |
| Arco compuesto individual (01.09) | Andrea Marcos · España                                | Yeşim Bostan Turquía                                              | Tanja Jensen Dinamarca                                           |
| Arco compuesto por equipo (01.09) | Yeşim Bostan Gizem Elmaağaçlı Ayşe Bera Süzer Turquía | Anastasia Anastasio · Irene Franchini · Marcella Tonioli · Italia | Kristina Heigenhauser · Janine Meißner · Velia Schall · Alemania |

### Mixto
| Evento                            | Oro                                          | Plata                                           | Bronce                                    |
| --------------------------------- | -------------------------------------------- | ----------------------------------------------- | ----------------------------------------- |
| Arco recurvo por equipo (01.09)   | Vanessa Landi · Mauro Nespoli · Italia       | Thomas Chirault Mélanie Gaubil Francia          | Arsalan Baldanov · Inna Stepanova · Rusia |
| Arco compuesto por equipo (01.09) | Jean-Philippe Boulch Sophie Dodémont Francia | Mike Schloesser · Jody Vermeulen · Países Bajos | Domagoj Buden · Amanda Mlinarić · Croacia |

## Medallero
| Núm. | País         | Oro | Plata | Bronce | Total |
| ---- | ------------ | --- | ----- | ------ | ----- |
| 1    | Turquía      | 3   | 1     | 1      | 5     |
| 2    | Rusia        | 2   | 0     | 1      | 3     |
| 3    | Italia       | 1   | 4     | 1      | 6     |
| 4    | Francia      | 1   | 2     | 1      | 4     |
| 5    | Países Bajos | 1   | 1     | 0      | 2     |
| 6    | España       | 1   | 0     | 0      | 1     |
| 6    | Reino Unido  | 1   | 0     | 0      | 1     |
| 8    | Dinamarca    | 0   | 1     | 1      | 2     |
| 9    | Moldavia     | 0   | 1     | 0      | 1     |
| 10   | Alemania     | 0   | 0     | 2      | 2     |
| 10   | Croacia      | 0   | 0     | 2      | 2     |
| 12   | Luxemburgo   | 0   | 0     | 1      | 1     |
|      | TOTAL        | 10  | 10    | 10     | 30    |